# Miroși, Argeș
Miroși este satul de reședință al comunei cu același nume din județul Argeș, Muntenia, România.
Pe harta patrimoniului cultural al comunei Miroși se regăsesc două repere de importanță istorică: conacul boieresc Macca și biserica „Sfântul Nicolae”/„Sfinții Constantin și Elena”, clasificată ca monument istoric (cod LMI AG-II-m-B-13744).